# Junonia procax
Junonia procax är en fjärilsart som beskrevs av Hans Fruhstorfer 1912. Junonia procax ingår i släktet Junonia och familjen praktfjärilar. Inga underarter finns listade i Catalogue of Life.